# Norbert Feketics
Norbert Feketics (sinh ngày 13 tháng 6 năm 1996) là một cầu thủ bóng đá người România thi đấu ở vị trí tiền vệ cho đội bóng Liga III Avântul Reghin.